# Zivile Dienstpflicht
Als zivile Dienstpflicht, auch als allgemeine Dienstpflicht oder öffentliche Dienstleistungspflicht bezeichnet, wird die Verpflichtung von Zivilpersonen bezeichnet, für den Staat oder im Auftrag des Staates bestimmte Arbeiten zu leisten, die nicht unter das Verbot der Zwangsarbeit fallen und nicht beim Militär im Rahmen der Erfüllung der Wehrpflicht ausgeübt werden. Im Falle der Anordnung einer zivilen Dienstverpflichtung ist grundsätzlich das Streikrecht aufgehoben und es besteht Arbeitspflicht. Diese angeordnete Dienstpflicht kann auch nur für bestimmte Berufsgruppen eingeführt werden, wie dies während der weltweiten COVID-19-Pandemie zum Beispiel für medizinisches Personal in einigen Ländern der Fall war.

## Arten von zivilen Dienstpflichten
Die zivilen Dienstpflichten können grob in drei grundlegende Arten eingeteilt werden.

### Zivile Dienstpflicht aufgrund von außergewöhnlichen Ereignissen
In Notzeiten, wie beispielsweise in Kriegszeiten, in wirtschaftlichen Ausnahmesituationen, im Falle von außergewöhnlichen Naturereignissen oder während des Auftretens von Epidemien bzw. Pandemien kann eine zivile Dienstpflicht dazu dienen, die vom Staat für erforderlich erachteten Aufgaben für einen gewissen Zeitraum, grundsätzlich bis zur Wiederherstellung des „Normalzustandes“, zu gewährleisten. Diese wichtigen Aufgaben sind etwa die Grundversorgung der Bevölkerung, wie die medizinische Versorgung, die Nahrungsmittelversorgung, die Versorgung der Verteidigungsindustrie für die Dauer der Kriegs- oder Notlage, sowie die (grobe) Beseitigung von Schäden an der Infrastruktur nach Unwetter- oder Umweltkatastrophen.

### Zivile Dienstpflicht zum Wohle der Gemeinschaft
Ein Staat kann eine wiederholt zu leistende Dienstpflicht für einen länger andauernden Zeitraum anordnen, um zum Beispiel den Brandschutz einer Gemeinde sicherzustellen oder einfache Arbeiten auf kommunaler Ebene durchzuführen, zu denen kleinere Gemeinden finanziell und personell nicht in der Lage sind.

### Zivile Dienstpflicht zur Stärkung der „nationalen Werte“
Einige Länder haben eine Dienstpflicht für bestimmte Alters- oder Bildungsgruppen zur Vermittlung „nationaler Werte“ und um den nationalen Zusammenhalt zu stärken, welcher zum Teil in militärischen und sozialen Einrichtungen abgeleistet werden muss.

## Verbot der Zwangsarbeit

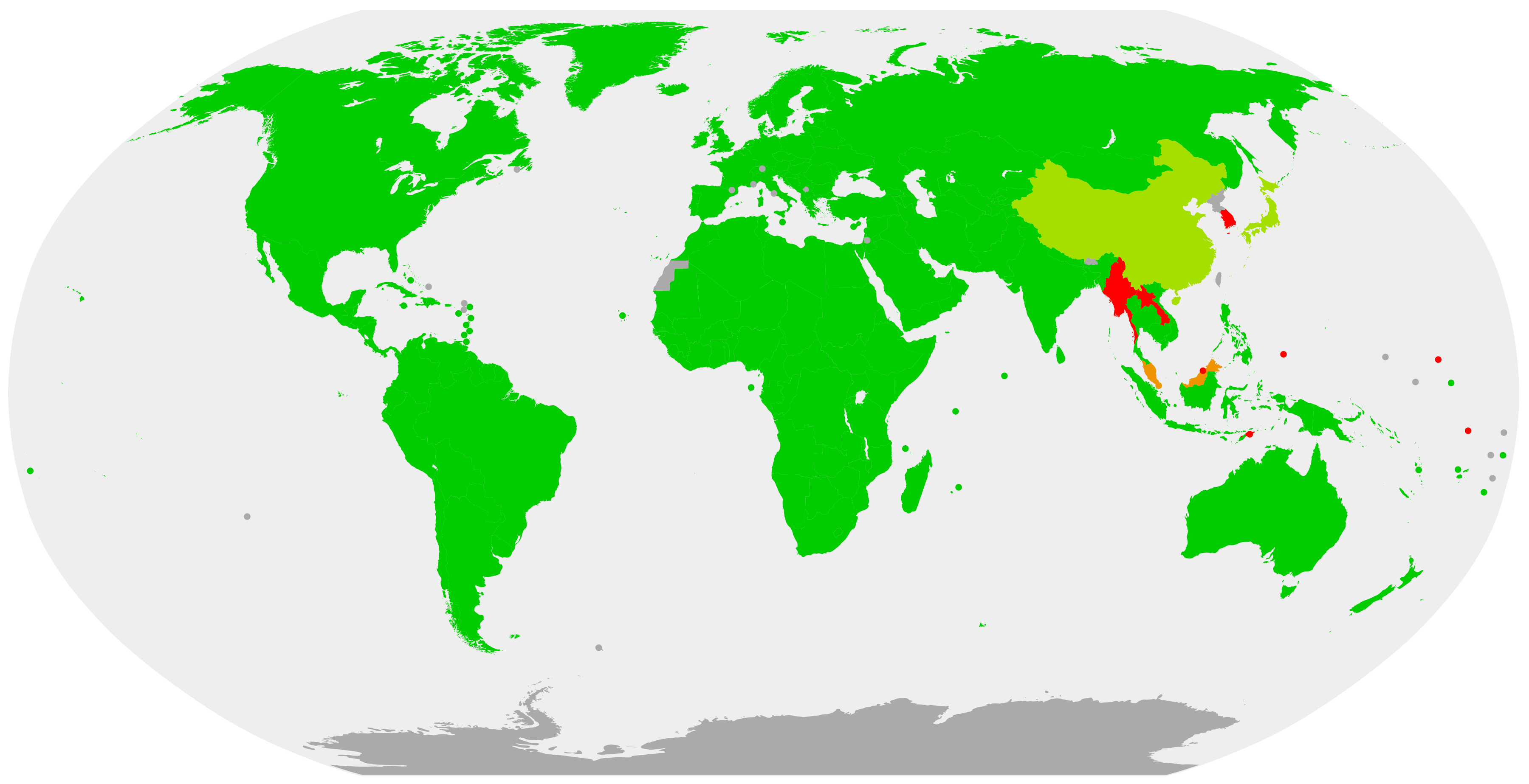
Unterzeichnerstaaten der ILO-Konvention zur Abschaffung der Zwangsarbeit von 1957

Zwangsarbeit ist durch verschiedene internationale Übereinkommen grundsätzlich verboten. Eine zivile Dienstpflicht kann jedoch, obwohl sie definitorisch grundsätzlich ebenfalls als solche gilt, innerhalb bestimmter Grenzen von diesem Verbot ausgenommen sein. Folgende verpflichtende Leistungen gelten nach dem Übereinkommen über Zwangs- und Pflichtarbeit der Internationalen Arbeitsorganisation (ILO) aus dem Jahr 1930 nicht als verbotene Zwangsarbeit:
- ein Pflichtdienst beim Militär und bei militärähnlichen oder paramilitärischen Einrichtungen, wie zum Beispiel die Wehrpflicht beim österreichischen Bundesheer oder, als Beispiel einer militärähnlichen Einrichtung, die in Deutschland derzeit ausgesetzte Grenzschutzdienstpflicht beim ehemaligen Bundesgrenzschutz, der heutigen Bundespolizei. Auch die Wehrersatzdienste, wie der Zivildienst, fallen in diese Kategorie.
- übliche Bürgerpflichten, wie zum Beispiel die Dienstpflicht bei einer Pflicht- oder Milizfeuerwehr
- die Arbeit im Strafvollzug
- notwendige Arbeiten in Fällen höherer Gewalt, zum Beispiel verpflichtende Aufräumarbeiten nach Naturkatastrophen (Deichhilfe) oder die zivile Dienstpflicht von bestimmten Berufsgruppen, wie zum Beispiel Ärzten, LKW-Fahrer etc. in wirtschaftlichen Ausnahmesituationen
- Arbeit, die dem unmittelbaren Wohl der Gemeinschaft dient, wie zum Beispiel Hand- und Spanndienste in kleinen Gemeinden.[3][4]

### Verknüpfung von Sozialhilfe und verpflichtender Arbeit (Workfare-Konzept)
Neben den oben genannten Ausnahmen haben einige Staaten die Auszahlung von staatlichen Transferleistungen, wie Sozialhilfe- oder Arbeitslosengeld an die verpflichtende Ausübung von gemeinnütziger Arbeit geknüpft. In Australien, Großbritannien und den USA wird dieses Konzept als Workfare (Work + Social Welfare = Workfare, also „Arbeit und Sozialhilfe“) bezeichnet. In Deutschland wird von Zeit zu Zeit ein ähnliches Programm, die Bürgerarbeit, diskutiert.

## Pflichtdienste im politischen Diskurs

### Deutschland
Immer wieder werden in Deutschland verschiedene Modelle von allgemeinen Pflichtdiensten unter unterschiedlichen Bezeichnungen diskutiert. Die Träger der Freiwilligendienste, der Gemeinschaftsdienste und der Entwicklungsdienste haben sich wiederholt dagegen ausgesprochen, eine allgemeine Dienstpflicht in Deutschland einzurichten. Grund dafür ist insbesondere, dass diese Einrichtungen wenig Bedarf an ungeschultem und, in Falle einer Verpflichtung, wohl auch häufig unmotiviertem Personal haben. Deren Ausbildung für einen vorübergehenden Einsatz würde oftmals wohl mehr Kapazitäten binden als entlasten. Stattdessen betonen die Verbände, dass es bessere Arbeitsbedingungen und Entlohnung geben müsse, um die entsprechenden Berufe allgemein attraktiver zu machen und so echtes Fachpersonal anzuwerben.
Sozialpolitisch wurde 2005 der Arbeitsdienstgedanke von der Juristin, Soziologin und Publizistin Sibylle Tönnies wieder aufgenommen, mit eingehender Diskussion seiner soziologischen Komponenten und seines Missbrauchs im Nationalsozialismus. Es gibt vielfach Bedenken, ob ein verpflichtender Dienst insbesondere im Sozialbereich mit dem Europäischen Recht und internationalen Abkommen vereinbar wäre. Im Jahr 2019 wurde von der CDU die Einführung einer zivilen Dienstpflicht vorgeschlagen. Der Vorschlag wurde in der Presse diskutiert, aber nicht umgesetzt. Nach dem Russischen Überfall auf die Ukraine im Jahr 2022 erlebte die Diskussion über die Einführung einer allgemeinen Dienstpflicht, unter unterschiedlichen Bezeichnungen, über Parteigrenzen hinweg wieder einen Aufschwung.
Auch juristisch ist eine allgemeine Dienstpflicht jedoch umstritten: Laut einem Gutachten des Wissenschaftlichen Dienstes des Bundestages würde eine rein zivile Dienstpflicht gegen das Verbot der Zwangsarbeit nach Art. 4 der Europäischen Menschenrechtskonvention verstoßen und damit menschenrechtswidrig sein. Hier heißt es: Die Einführung einer allgemeinen Dienstpflicht in Deutschland – sei es durch einfaches(Bundes-)Gesetz oder durch eine Verfassungsänderung (z. B. Schaffung eines Art. 12b GG) – würde gleichermaßen gegen das Verbot der Zwangsarbeit nach Art. 4 Abs. 2 EMRK verstoßen.

### Österreich
Im Gegensatz zur Situation in Deutschland, wurde in Österreich die Aussetzung der Wehrpflicht im Jahr 2013 durch eine Volksbefragung abgelehnt. Auch die Träger der Freiwilligendienste sind überwiegend Befürworter der Wehrpflicht, weil dadurch laufend Zivildienstleistende zur Verfügung stehen. Im Vorfeld der Volksbefragung wurde die Einführung eines allgemeinen Sozialdienstes diskutiert und von den Verfassungsrechtsexperten Heinz Mayer, Bernd-Christian Funk und Theo Öhlinger die Ansicht vertreten, dass ein verpflichtender Dienst als „allgemeine Bürgerpflicht“ unter der Einhaltung bestimmter Bedingungen, wie die Verpflichtung aller Geschlechter in gleicher Weise, weder gegen die Europäische Menschenrechtskonvention, noch gegen die österreichische Bundesverfassung verstoßen würde.

### Ein Überblick über einige Pläne und Modelle in Deutschland und Österreich

#### Geplante Dienstpflicht bei außergewöhnlichen Ereignissen
Nach dem Beginn der COVID-19-Pandemie im Jahr 2020 wurde durch die Landesregierungen und Landtage in Niedersachsen und Nordrhein-Westfalen die Einführung einer berufsspezifischen Dienstpflicht für Ärzte und medizinisches Personal im Falle einer Epidemie geplant, die entsprechenden Gesetzesvorlagen waren bereits in Vorbereitung. Nach Protesten von Ärztekammern, Pflegekammern und weiteren Interessensvertretungen wurden die Pläne jedoch fallen gelassen.

#### Modelle für Absolventen einer universitären Ausbildung
Aufgrund des Mangels an Ärzten und Pflegepersonal im Bereich der öffentlichen Krankenhäuser werden von Politikern immer wieder Pläne vorgestellt, die eine temporäre Dienstverpflichtungen in öffentlichen medizinischen Einrichtungen oder in Kassenpraxen vorsehen. Ein im Juli 2023 von der Ärztekammer Wien in Auftrag gegebenes und veröffentlichtes Gutachten sieht berufliche Zwangsverpflichtungen als Verstoß gegen die freie Berufswahl und gegen die Erwerbsfreiheit, wenn nur Ärzte einer Dienstpflicht unterworfen wären und nicht auch andere Sparten, die an Arbeitskräftemangel leiden. Somit stehen diese Modelle im Widerspruch zur österreichischen Bundesverfassung und zum EU-Recht. Ein Überblick über die Modelle:
- Eine Arbeitspflicht in Österreich für zehn Jahre im Gesundheitsbereich für ausgebildete Ärzte, die ein Studium und einen Abschluss an einer österreichischen Universität erreicht haben, wurde im Januar 2023 vom burgenländischen Landeshauptmann Hans Peter Doskozil (SPÖ) gefordert. Dies solle als Gegenleistung für die Ermöglichung des Studiums gesehen werden.[18][19][20]

- Berufspflicht für Ärzte: der österreichische Bundeskanzler Karl Nehammer (ÖVP) forderte im März 2023 eine Berufspflicht für Ärzte im medizinischen Bereich als Gegenleistung für die Ausbildungskosten in der Höhe von 360.000 EUR. Die Dauer der Berufspflicht soll fünf Jahre betragen.[21][22][23]

- Bindung an Spitäler: der Wiener Gesundheitsstadtrat Peter Hacker (SPÖ Wien)  forderte im April 2023 eine Bindung von Ärzten an die öffentlichen Krankenhäuser, in welchen diese ihre Ausbildung abschließen für einen Zeitraum von fünf bis zehn Jahren.[24][25]

#### Modelle für eine Dienstpflicht im Sozialbereich
- Soziales Pflichtjahr: Im Jahr 2000 wurde nach der sogenannten Kreil-Entscheidung des Europäischen Gerichtshofes, wodurch Frauen der grundsätzliche Zugang zum Militärdienst ermöglicht wurde, über die Einführung eines Sozialen Pflichtjahres in Form einer allgemeinen Dienstpflicht für Männer und Frauen diskutiert.

- Gemeinschaftsdienst: Eine Neubelebung des Gedankens eines Arbeitsdienstes brachte im Juli 2003 der damalige Niedersächsische Ministerpräsident Sigmar Gabriel (SPD) mit seinem Vorschlag eines einjährigen Pflicht-Gemeinschaftsdienstes für junge Leute ins Gespräch. Dies würde nebenbei die Wehrgerechtigkeit der zu diesem Zeitpunkt noch existierenden Wehrpflicht mit den Vorgaben des Grundgesetzes wieder in Einklang bringen (Bonner GA. v. 24. Juli 2003).

- Allgemeine Dienstpflicht: Im Oktober 2005 unternahm der spätere Bundesverteidigungsminister Franz Josef Jung (CDU) mit seinem Vorschlag für eine Allgemeine Dienstpflicht für junge Männer und Frauen einen weiteren Vorstoß für eine Allgemeine Dienstpflicht, die sowohl Wehrpflicht als auch alle anderen Sozial- und Entwicklungshilfsdienste mit beinhalten sollte.

- Dienstjahr für alle: Ein verpflichtendes Dienstjahr für alle forderte Annegret Kramp-Karrenbauer am 7. Dezember 2018 bei ihrer Bewerbungsrede für den CDU-Vorsitz. Zur Begründung sagte sie: „Diesen Staat gibt es nicht zum Nulltarif. Dieser Staat ist es wert, dass man sich dafür einsetzt.“[26]  Im November 2019 wiederholte die damalige CDU-Vorsitzende Kramp-Karrenbauer bei einem Werkstattgespräch die Idee einer „Dienstpflicht“ für Schulabgänger.[27]

- Gesellschaftsjahr: Im Jahr 2022 forderte der stellvertretende CDU-Vorsitzende Carsten Linnemann die Einführung eines Gesellschaftsjahres für junge Männer und Frauen nach der Beendigung der Schulzeit, der bei der Bundeswehr, dem THW, der Feuerwehr oder im Pflege- und Sozialbereich abgeleistet werden könnte.[28] Am CDU-Parteitag im September 2022 sprach sich die Mehrzahl der Delegierten, entgegen der Stimmen der Jungen Union, für die Einführung eines verpflichtenden Gesellschaftsjahres aus.[29]

- (soziale) Pflichtzeit: Bundespräsident Frank-Walter Steinmeier sprach sich im Juni 2022 für eine soziale Pflichtzeit für Frauen und Männer aus, deren Dauer durchaus weniger als ein Jahr betragen könnte. Er sagte: „Gerade jetzt, in einer Zeit, in der das Verständnis für andere Lebensentwürfe und Meinungen abnimmt, kann eine soziale Pflichtzeit besonders wertvoll sein. Man kommt raus aus der eigenen Blase, trifft ganz andere Menschen, hilft Bürgern in Notlagen. Das baut Vorurteile ab und stärkt den Gemeinsinn.“[30][31] Der Vorschlag stieß auf weitgehende Ablehnung bei Bundesfamilienministerin Lisa Paus von den Grünen und bei CDU, FDP und Linken, da dies einen Eingriff in die individuelle Freiheit eines jeden Jugendlichen darstelle.[32] Im August 2022 unterstützte der CDU-Vorsitzende Friedrich Merz Steinmeiers Vorschlag und berief sich auf überwiegend positive Rückmeldungen in Gesprächen mit jungen Menschen.[33][34] Auf diesen Vorschlag gab es Kritik von Jugendvertretern und Bundesjustizminister Marco Buschmann von der FDP.[35]

#### Modelle mit Schulungscharakter
- Deutschland-Praktikum: Im Jahr 2019 wurde vom bayerischen Ministerpräsidenten Markus Söder die Idee eines verpflichtenden Deutschland-Praktikums vorgeschlagen, welches während der Ausbildungszeit, bei staatlichen, sozialen, ökologischen und zivilgesellschaftlichen Einrichtungen oder der Bundeswehr absolviert werden sollte.[36][37]

#### Modelle nach dem Workfare-Konzept
Diese Modelle wurden für Empfänger von finanziellen staatlichen Zuwendungen, wie Grundsicherungen, Grundversorgungen, Sozialhilfen, Arbeitslosgengeldern etc. und damit verbundener verpflichtender Arbeit entwickelt. Dabei sind meist finanzielle Sanktionsmöglichkeiten vorgesehen, falls die zugewiesenen Arbeiten nicht geleistet werden. Seit dem Jahr 2022 sind auch schwerpunktmäßig Programme für Asylwerber in der Umsetzung, hier ein Überblick in chronologischer Abfolge:
- Bürgerarbeit: Hierbei handelt es sich um ein Workfare-Konzept (Work + Social Welfare = workfare, also „Arbeit und Sozialhilfe“), das darauf abzielt, die Bezieher von Leistungen zur Grundsicherung für Arbeitsuchende in Deutschland (vor 2005: Arbeitslosenhilfe und Sozialhilfe) zu aktivieren und in einer gemeinnützigen Arbeit auf kommunaler Ebene einzusetzen. Erste Pläne dazu gab es bereits 1996 im Rahmen eines Freiwilligenprogrammes.

- Gemeinschaftsdienst: Der arbeitsmarktpolitische Obmann der CSU nahm den Begriff wieder auf und forderte in einem Interview mit der Bild-Zeitung am 14. Juni 2006 ebenfalls die Einführung eines als Gemeinschaftsdienst bezeichneten Pflichtdienstes für alle „arbeitsfähigen“ Langzeitarbeitslosen, durch den Empfänger von Arbeitslosengeld II zu täglich achtstündiger unbezahlter Arbeit gezwungen werden sollen.

- Verpflichtender Integrationsdienst: Nach schweren Ausschreitungen in Linz am Halloween-Tag 2022 und an Silvester 2022/2023, an denen mehrere Asylwerber beteiligt waren, forderte im Januar 2023 der oberösterreichische SPÖ-Landesparteivorsitzende und Landesrat (vergleichbar mit einem Landesminister) Michael Lindner, die Einführung eines verpflichtenden Integrationsdienstes für Asylsuchende, der sich am Freiwilligen Sozialjahr orientieren soll und auch Sprachkurse enthalten soll.[38][39]

- Arbeitspflicht für Menschen im Asylverfahren: Im Januar 2023 wurde vom Vorarlberger ÖVP-Landtagsabgeordneten Roland Frühstück ein Asylwerber betreffendes Workfare-Modell veröffentlicht, in dem Asylbewerber zu gemeinnütziger Arbeit verpflichtet werden sollen, da Asylwerber Rechte und Pflichten hätten und in Österreich während des Verfahrens entsprechend versorgt würden. Daher dürfe der Staat auch eine Gegenleistung erwarten.[40] Im September 2023 forderte der fachlich zuständige oberösterreichische Landesrat Wolfgang Hattmannsdorfer ebenfalls die Einführung von verpflichtenden kommunalen Tätigkeiten mit Ausnahmen für Schwangere, Kinder und Alten, gekoppelt an die Auszahlung der Grundversorgung.[41] Bei der ebenfalls im September 2023 stattgefundenen Konferenz von Innenminister Gerhard Karner und den fachlich für innere Angelegenheiten zuständigen Landesreferenten bzw. Landesräten (entspricht einer Innenministerkonferenz) wurde beschlossen, dass das Innenministerium ein Modell entwickeln sollte, welches Hilfstätigkeiten und den Bezug der Grundversorgung koppeln sollte. Es war fraglich, ob die Koppelung von Arbeitsverpflichtung und Auszahlung der Gelder für Flüchtlinge rechtlich möglich sei, eine Rechtsauskunft des Innenministeriums bestätigte diese Möglichkeit im Dezember 2023. Zu diesem Zeitpunkt planten die Bundesländer Oberösterreich, Salzburg und Vorarlberg die Einführung einer Arbeitspflicht.[42][43][44][45] Entgegen der ursprünglichen Rechtsmeinung des Innenministeriums wurde in der im Februar 2024 vorgelegten Verordnung jedoch auf eine Arbeitspflicht verzichtet, jedoch die Möglichkeiten eines freiwilligen Einsatzes erweitert. So können auf freiwilliger Basis Tätigkeiten „Organisationen unter dem bestimmenden Einfluss einer Gebietskörperschaft oder eines Gemeindeverbandes“ und im Bereich von „Nichtregierungsorganisationen“ eingesetzt werden können, womit Einsätze in Pflege- und Seniorenheimen, in Bibliotheken, auf Friedhöfen, Sporteinrichtungen sowie sozialen Einrichtungen möglich sind.[46] Die Länder Vorarlberg und Oberösterreich planen über eine Integrationsvereinbarung weiterhin eine Arbeitsverpflichtung umzusetzen.[47]

- Arbeitspflicht für Asylbewerber: nach §5 des derzeit gültigen Asylbewerberleistungsgesetz können Asylwerber in Deutschland zu Arbeiten zur Aufrechterhaltung und Betreibung der Einrichtung sowie bei staatlichen, bei kommunalen und bei gemeinnützigen Trägern verpflichtet werden.[48] Im Februar 2024 wurde bekannt gegeben, dass der Thüringer Landrat Christian Herrgott von der CDU im Saale-Orla-Kreis eine Arbeitspflicht im Ausmaß von vier Stunden täglich für Geflüchtete einführen will.[49][50][51] Zur Arbeit verpflichtet werden sollen Flüchtlinge, die in Gemeinschaftsunterkünften leben, in einer ersten Phase soll auf Freiwillige zurückgegriffen werden. Das Vorhaben wird vom Präsidenten des Deutschen Landkreistages Reinhard Sager (CDU) unterstützt, dieser forderte bereits im Oktober 2023 eine Ausweitung der erlaubten Arbeitsbereiche auf den gesamten regulären Arbeitsmarkt und den Einsatz von Asylwerbern auch in der Privatwirtschaft im Bereich der Gastronomie.[52] Bundesarbeitsminister Hubertus Heil von der SPD sprach sich ebenso dafür aus, Asylwerber zu gemeinnützigen Tätigkeiten einzusetzen, sieht dies allerdings nur als Möglichkeit die Wartezeit zu überbrücken, bis sie einer sozialversicherungspflichtigen Arbeit nachgehen können.[53][54][55]

- Arbeitsverpflichtung für Bürgergeld-Empfänger: Ende 2024 wurde in Mecklenburg-Vorpommerns Landeshauptstadt Schwerin beschlossen, ein Konzept zur Arbeitsverpflichtung von Bürgergeld-Empfängern zur Ausübung von gemeinnützigen Tätigkeiten zu erstellen. Bürgergeld-Empfänger, die sich weigern die zugewiesene Arbeit aufzunehmen, würden somit Leistungskürzungen riskieren oder zu Strafzahlungen verpflichtet werden. Derzeit gibt es ein Modell auf freiwilliger Basis. Nach der Aussage von CDU-Generalsekretär Carsten Linnemann solle dieses Modell auf ganz Deutschland ausgedehnt werden.[56][57][58][59]

## Zivile Dienstpflichten in der Gegenwart

### Deutschland
Bundesebene
Das Grundgesetz für die Bundesrepublik Deutschland regelt militärische und zivile Dienstpflichten in den Artikeln Art. 12 Abs. 2 und Art. 12a (extern: Art. 12a). Danach können Männer zum Wehrdienst, zum Grenzschutzdienst oder zum Dienst in einem Zivilschutzverband eingezogen werden, wie beim früher geplanten Zivilschutzkorps (ZSK).
Bundesweite Regelung im Spannungs- und Verteidigungsfall
Im Spannungs- und Verteidigungsfall kann bei Bedarf nach Art 12a Abs 5 die Freiheit der Berufsausübung eingeschränkt werden. Diese Beschränkungen beinhalten das Recht, ein bestehendes Arbeitsverhältnis zu beenden und die Verpflichtung in ein neu zu begründendes Arbeitsverhältnis zu wechseln (§ 2 ASG). Die Agentur für Arbeit darf auf der Grundlage des Arbeitssicherstellungsgesetzes von den Verpflichtungsbefugnissen nur Gebrauch machen, wenn die betreffenden Arbeitsleistungen nicht auf freiwilliger Grundlage sichergestellt werden können (§ 1, § 11 ASG). Der Bundestag kann diese Einschränkungen und Verpflichtungen bereits vor dem Spannungs- und im Verteidigungsfall mit einer Zweidrittelmehrheit beschließen, damit Verteidigungsvorbereitungen abgeschlossen werden können (Art. 12a Abs. 5 Satz 1 GG i. V. m. Art. 80a Abs. 1 GG). Dieser sogenannte Zustimmungsfall setzt einen dem Spannungsfall vergleichbaren außenpolitischen Konflikt voraus. Die Verpflichtung zur Teilnahme an einer Ausbildung für Aufgaben, die besondere Kenntnisse und Fertigkeiten erfordern, setzt keine äußere Gefahr voraus (§ 3, § 29 ASG).
Dienstverpflichtete können folgenden Arbeitsfeldern, Behörden und Institutionen zugeteilt werden (§ 4 ASG):
- Bundeswehr im Rahmen der Wehrpflicht
- Behörden des Bundes
- Behörden der Länder
- Behörden der Kommunen
- Einrichtungen des Zivilschutzes
- Betrieben der Strom- und Wasserversorgung sowie der Abfall- und Abwasserentsorgung
- Krankenhäusern
- Pflegeheimen
- Ölraffinerien
- Verkehrsunternehmen einschließlich Reedereien
- Bundespostnachfolgeunternehmen, wie Deutsche Post AG, Postbank und Deutsche Telekom
- Deutschen Flugsicherung

Frauen zwischen dem 18. und dem 55. Lebensjahr können im Verteidigungsfall für sanitätsdienstliche Aufgaben herangezogen werden.
Eine allgemeine Dienstpflicht, die über die herkömmlichen Dienstpflichten im Sinne des Art. 12 Abs. 2 GG hinausgeht, wird als rechtlich problematisch bewertet und dürfte nicht nur gegen internationale Abkommen, sondern ohne Verfassungsänderung auch gegen Art. 12 Abs. 2 GG verstoßen.
Länderebene
Neben den auf Bundesebene genannten zivilen Dienstpflichten kommen auf der Ebene der Länder noch weitere verpflichtende Dienste in Betracht. In diesen Fällen ermächtigen Landesgesetze die Kommunen ihre Einwohner zu Naturaldiensten zu verpflichten. Es handelt sich um die sogenannten überkommenen Pflichten:
- die Pflicht zur Deichhilfe: verpflichtende Arbeitsleistung im Falle von (drohendem) Hochwasser für den jeweiligen Deichverband, einer Körperschaft des öffentlichen Rechts[64][65]
- Hand- und Spanndienste: einige Bundesländer ermöglichen es den Gemeinden ihre Bürger zu Naturaldiensten, wie Wartungs- und Erhaltungsarbeiten zu verpflichten. Dies wird aktuell in einigen kleinen Gemeinden regelmäßig ausgeführt.
- Pflichtfeuerwehr: einige Bundesländer ermöglichen ihren Gemeinden ihre Bürger zum Dienst in einer Feuerwehr zu berufen. Dies ist in einigen wenigen Gemeinden zurzeit der Fall.

Logo des französischen Service national universel

### Frankreich
Code général des collectivités territoriales
Gemäß dem Gesetz Code général des collectivités territoriales Article L2215-1 (Allgemeines Gesetz der lokalen Gebietskörperschaften) kann der Präfekt eines Départements für die Gemeinden des jeweiligen Départements Maßnahmen ergreifen, um die öffentliche Ordnung und die Sicherheit aufrechtzuerhalten, sowie zur Gefahrenabwehr und zum allgemeinen Gesundheitsschutz. In diesem Gesetz ist unter anderem vorgesehen, systemerhaltende Berufsgruppen zur Dienstleistung zu verpflichten. Im Jahr 2022 wurden Arbeiter von Ölraffinerien während eines Streiks verpflichtet, ihre Arbeit aufzunehmen, damit die Versorgung mit Treibstoff gewährleistet werden konnte.
État d'urgence sanitaire
Während eines état d'urgence sanitaire (französisch für: „Sanitärer Ausnahmezustand“) ist es möglich Personal der erforderlichen Berufsgruppen zur Bekämpfung einer Gesundheitskatastrophe, wie während der COVID-19-Pandemie in Frankreich, einzuziehen.
Journée Défense et Citoyenneté
Im Zuge der Abschaffung der Wehrpflicht in Frankreich führte der französische Staatspräsident Jacques Chirac den sogenannten Tag der Verteidigung und der Staatsbürgerschaft (französisch: Journée Défense et Citoyenneté / JDC) ein, einen eintägigen Pflichtdienst ohne dessen positiven Abschluss unter anderem kein Universitätsstudium oder eine Stelle als Beamter möglich ist. Der JDC wird im Jahr 2021 im „Service national universel“ aufgehen.
Service national universel
Der französische Präsident Emmanuel Macron hat 2019 den Service national universel (SNU), den „Allgemeinen Nationaldienst“ eingeführt, der ab 2021 für alle Staatsbürger im Alter von 16 – 25 Jahren verpflichtend sein wird. Er dauert zunächst einen Monat und kann sowohl in zivilen als auch in militärischen Einrichtungen geleistet werden. Ziel dieser allgemeinen Dienstpflicht ist es, französische Werte zu vermitteln, den gesellschaftlichen Zusammenhalt zu stärken und das soziale Engagement zu fördern.

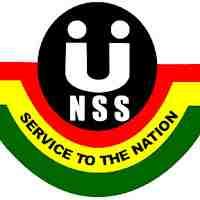
Logo des ghanaischen National Service Scheme

### Ghana
Sämtliche Absolventen der ghanaischen Hochschulen müssen einen verpflichtenden einjährigen „Nationaldienst“ absolvieren. Jedes Jahr werden mehrere zehntausend Absolventen in verschiedene Bereiche, wie den Gesundheitsbereich, in Gemeindeverwaltungen, den Erziehungsbereich oder die Landwirtschaft entsandt, unabhängig von der abgeschlossenen Studienrichtung. So waren im Dienstjahr 2009 / 2010 rund 67.000 Dienstpflichtige beschäftigt. Organisiert werden die Diensteinteilungen von der Regierungsagentur National Service Scheme (NSS). Es besteht keine Wehrpflicht in Ghana.

### Israel
Im Jahr 1967 beschloss das israelische Parlament Knesset im Zusammenhang mit dem Sechstagekrieg das „Gesetz über den Notarbeitsdienst“, um die Versorgung mit wichtigen Gütern und militärischer Ausrüstung zu gewährleisten. In den Jahren 1997 und im Jahr 2020 im Zuge der Corona-Pandemie wurde das Gesetz immer wieder angepasst. Das Gesetz verpflichtet im Krisenfall und Inkraftsetzungen des Notarbeitsdienst-Gesetzes jeden Bewohner Israels, ausgenommen sind Polizisten, Soldaten, schwangere Frauen und Mütter von Säuglingen, zum verpflichtenden Arbeitsdienst in „wesentlichen Unternehmen“. Diese wesentlichen Unternehmen sind Firmen, die für die Sicherheit des Landes relevant sind und Betriebe zur Aufrechterhaltung der Grundversorgung, wie Elektrizitätswerke, Wasserwerke, Kommunikationsunternehmen und Lebensmittelbetriebe. Dienstpflichtige Personen müssen pünktlich zum Dienst erscheinen und können an andere Dienststellen versetzt werden.

### Malaysia
Die Verfassung von Malaysia besagt gemäß Teil II, Artikel 6, dass alle Formen der Zwangsarbeit verboten sind, das Parlament jedoch per Gesetz eine Arbeitspflicht einführen kann, wenn wichtige nationale Gründe dies erfordern.

### Nigeria
Seit 1973 besteht für Absolventen nigerianischer Universitäten und Fachhochschulen eine zivile Dienstpflicht im National Youth Service Corps (NYSC) (Deutsch: „Nationales Jugenddienstkorps“) leisten. Die Regierung möchte die Absolventen in den Nation-Building-Prozess und die Weiterentwicklung des Landes einbeziehen. Der Pflichtdienst dauert ein Jahr und Universitäts- und Fachhochschulabsolventen können erst dann in staatlichen Einrichtungen (und den meisten privaten Einrichtungen) beschäftigt werden, wenn die Dienstpflicht abgeschlossen ist oder sie freigestellt wurden. In Nigeria gibt es keine Wehrpflicht.

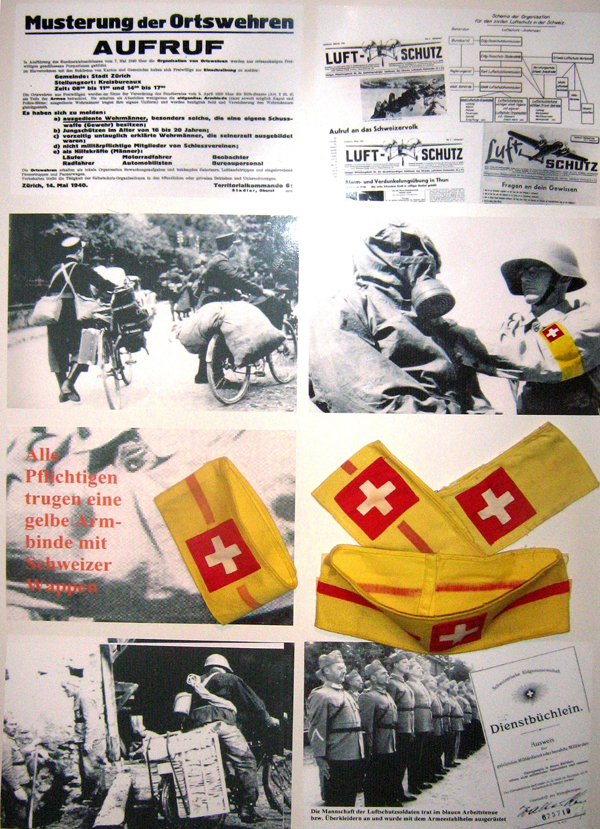
Zivilschutzmuseum Schweiz

### Österreich
Neben der aktuellen Wehrpflicht beim Bundesheer und den damit verbundenen Wehrersatzdiensten können in Österreich Bürger zu weiteren Diensten verpflichtet werden:
- Hand- und Zugdienste: In Vorarlberg können Bürger von 31 Gemeinden zu Hand- und Zugdiensten verpflichtet werden, wenn diese nicht geleistet werden, muss eine zusätzliche Abgabe bezahlt werden.[81][82][83]
- Pflichtfeuerwehr: In den Bundesländern Kärnten, Salzburg, Tirol und Vorarlberg können männliche Bürger einer Gemeinde zum Dienst in einer Feuerwehr herangezogen werden.[84][85] Obwohl es in Österreich im 19. Jahrhundert und zu Beginn des 20. Jahrhunderts mehrheitlich Pflichtfeuerwehren gab, werden diese nur noch in Ausnahmefällen einberufen, derzeit gibt es keine Pflichtfeuerwehren.

### Ruanda
Im Jahr 2009 wurde in Ruanda das Programm Umuganda einführt, an deren Teilnahme die Einwohner gesetzlich verpflichtet sind. Umuganda ist ein nationaler Feiertag, der jeden letzten Samstag im Monat festgesetzt ist. An diesem Tag müssen die Einwohner von 08:00 bis 11:00 Uhr verpflichtende Gemeinschaftsarbeiten im ganzen Land durchführen, eine Nichtteilnahme kann mit einer Geldstrafe geahndet werden. Umuganda hat zu einer bemerkenswerten Verbesserung der Sauberkeit in Ruanda geführt.

### Schweiz
Das politische System in der Schweiz ist vom sogenannten Milizsystem geprägt, wonach öffentliche Aufgaben nebenberuflich und zum Teil verpflichtend ausgeübt werden (müssen). Dies betrifft gegenwärtig nicht nur die Wehrpflicht in der Schweizer Armee, sondern auch zivile Dienstpflichten:
- Corvées communales, sogenannte (verpflichtende) gemeinschaftliche Aufgaben, sind Naturaldienste zur Verminderung von Gemeindeabgaben. Die Dienste verpflichten die Gemeindebürger zu bestimmten körperlichen Arbeiten, die unter dem historischen Begriff Frondienst zusammengefasst werden können. Im Kanton Freiburg sind Arbeiten in einigen Gemeinden an einigen Tagen pro Jahr verpflichtend, wie zum Beispiel in den Gemeinden Châtillon oder Auboranges. Verpflichtet sind je nach Gemeindevorschrift entweder Hauseigentümer oder die gesamte erwachsene Bevölkerung. Wer sich nicht beteiligt, muss eine zusätzliche Abgabe leisten.[90]
- Milizfeuerwehr: Im Gegensatz zur Organisation der Feuerwehren in den meisten Ländern als Berufs- oder Freiwillige Feuerwehren, existieren in der Schweiz mehrheitlich Milizfeuerwehren, also Pflichtfeuerwehren.
- Zivilschutz: Im Schweizer Zivilschutz besteht ebenfalls eine Dienstpflicht.[91]

### Spanien
In Spanien kann nach der Ausrufung des Estado de Alarma (spanisch für „Alarmzustand“) die zivile Dienstpflicht eingeführt werden. Diese Dienstpflicht kann sich auf das gesamte Staatsgebiet oder in einem Teil davon erstrecken, wenn eine der folgenden schwerwiegenden Störungen der Normalität eintritt:
- Schweres Risiko, Katastrophe oder öffentliches Unglück, wie Erdbeben, Überschwemmungen, Stadt- und Waldbrände oder schwere Unfälle.
- Gesundheitskrisen, wie Epidemien und schwere Verschmutzungen.
- Situationen des Mangels an Grundbedarfsgütern.
- Unterbrechung wesentlicher öffentlicher Dienstleistungen für die Gemeinschaft und alle oben genannten Umstände oder Situationen.

### Vereinigtes Königreich
Auf den Pitcairninseln, einem britischen Überseegebiet im Pazifik mit etwa 50 Einwohnern, sind alle arbeitsfähigen Einwohner zu „öffentlichen Arbeiten“ verpflichtet, da es weder Mehrwertsteuern noch Einkommensteuern zur Finanzierung gibt. Es werden bei Bedarf Ausbesserungsarbeiten an der Infrastruktur und Reparaturen an öffentlichen Gebäuden durchgeführt.

## Zivile Dienstpflichten in der Vergangenheit

### Belgien
Um einen Ärztestreik zu verhindern, wurde 1964 in Belgien vorübergehend der verpflichtende Dienst für Krankenhausärzte eingeführt.

### Deutsche Demokratische Republik
De jure konnte im Bedarfsfall für die Zivilverteidigung der DDR eine Dienstpflicht eingeführt werden.
De facto verpflichtend musste die DDR-Bevölkerung mit Subbotnik-Einsätzen und im Rahmen der Volkswirtschaftlichen Masseninitiative (VMI) den Defiziten der Planwirtschaft durch zusätzliches persönliches Engagement entgegenwirken.

### Deutsches Reich

#### Erster Weltkrieg
Während des Ersten Weltkriegs konnte jeder männliche Deutsche vom vollendeten siebzehnten bis zum vollendeten sechzigsten Lebensjahre, der nicht zum Dienst in der bewaffneten Macht einberufen war, zu Tätigkeiten bei Behörden, behördlichen Einrichtungen, in der Kriegsindustrie, in der Land- und Forstwirtschaft, in der Krankenpflege, in kriegswirtschaftlichen Organisationen jeder Art oder in sonstigen Berufen oder Betrieben herangezogen werden, die für Zwecke der Kriegführung oder der Volksversorgung unmittelbar oder mittelbar Bedeutung hatten.
Die bürgerliche Frauenbewegung organisierte den Nationalen Frauendienst.

#### Zweiter Weltkrieg

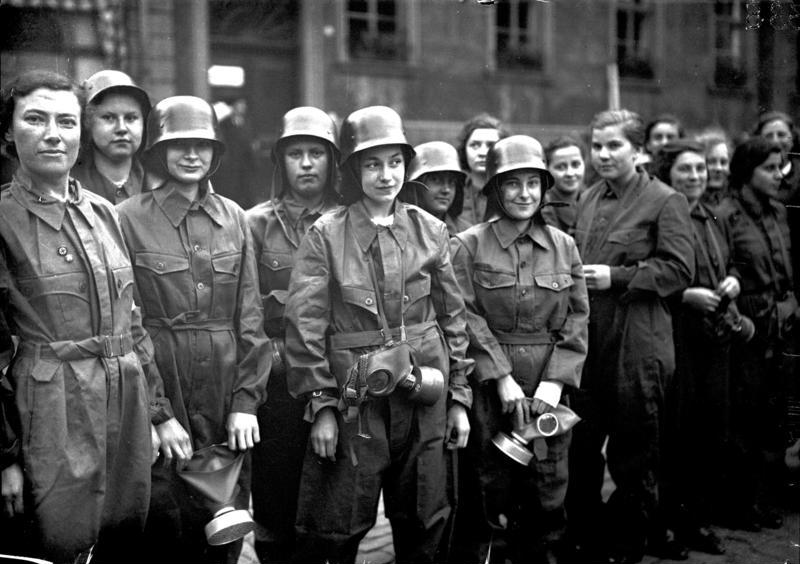
Luftschutzhelferinnen in Worms, 1939

Im Zweiten Weltkrieg gab es für die Sicherung des Bedarfs an zivilen Kräften unterschiedliche Regelungen. Neben der Luftschutzdienstpflicht nach dem Luftschutzgesetz vorn 26. Juni 1935 bestand eine Notdienstpflicht zur Erfüllung hoheitlicher Aufgaben auf Grund der Notdienstverordnung vom 15. Oktober 1938, beispielsweise für Wehrmachthelferinnen und eine Dienstpflicht zur Erfüllung wirtschaftlicher Aufgaben auf Grund der Verordnung zur Sicherstellung des Kräftebedarfs für Aufgaben von besonderer staatspolitischer Bedeutung (kurz Dienstpflichtverordnung genannt) vom 13. Februar 1939. Nach dieser Verordnung wurden etwa Arbeitskräfte zum Bau des Westwalls und anderer Projekte des Vierjahresplans herangezogen.
Ab 1935 war der verpflichtende Einsatz der männlichen Jugendlichen im Reichsarbeitsdienst (RAD) zur Durchführung gemeinnütziger Arbeiten ein Mittel, „die deutsche Jugend im Geiste des Nationalsozialismus zur Volksgemeinschaft und zur wahren Arbeitsauffassung, vor allem zur gebührenden Achtung der Handarbeit zu erziehen.“ Sie diente ab 1939 auch zur Aufrechterhaltung der sogenannten Heimatfront. Nach Ableistung ihres Reichsarbeitsdienstes mussten Mädchen ab 1941 einen sechsmonatigen Kriegshilfsdienst leisten.
Die sogenannten Pflichtjahrmädel mussten ab 1938 vor einer späteren Einstellung als Arbeiterin oder Angestellte in privaten und öffentlichen Betrieben und Verwaltungen eine mindestens einjährige Tätigkeit in der Land- und Hauswirtschaft verrichten. Bereits ab 1934 wurden Jugendliche, welche die Schulpflicht nach der achten Schulstufe beendeten, zum Landjahr einberufen, bei dem Arbeiten in der Landwirtschaft zu verrichten waren. Für Landjahrpflichtige gab es keine Entlohnung, sondern ein Taschengeld in geringer Höhe.
Der umfassende Einsatz von Männern und Frauen für Aufgaben der Reichsverteidigung im „totalen Krieg“ mit der Absicht, „alle Männer und Frauen, deren Arbeitskraft nicht oder nicht voll ausgenützt ist, zu erfassen und ihrer Leistungsfähigkeit entsprechend zum Einsatz zu bringen“, erfolgte ab Januar 1943 zunächst aufgrund eines geheimen Führererlasses, dann aufgrund einer Verordnung des Generalbevollmächtigten für den Arbeitereinsatz Fritz Sauckel bzw. im Benehmen mit diesem.
Die Zwangsarbeit in der Zeit des Nationalsozialismus war dagegen die erzwungene, zumeist unentgeltliche Verrichtung von Arbeiten durch sog. Gemeinschaftsfremde in (Rüstungs-)Industrie und Landwirtschaft, um während des Zweiten Weltkriegs den Ausfall der aufgrund der Wehrpflicht eingezogenen männlichen Arbeitskräfte zu kompensieren.

### Griechenland
In Griechenland wurde 1974 die Einführung von zivilen Dienstpflichten per Gesetz ermöglicht und mehrere Regierungen machten davon Gebrauch.

#### 1974–1990
Im Jahr 1979 wurden Bankangestellte, mehrmals in den 1980er und 1990er Jahren Mitarbeiter von Verkehrs- und Transportunternehmen zur Arbeitsleistung verpflichtet.

#### Griechische Staatsschuldenkrise 2010–2014
In den Jahren von 2010 bis 2014 wurden aufgrund der Staatsschuldenkrise bestimmte Berufsgruppen der zivilen Dienstpflicht unterstellt, um öffentliche Dienstleistungen als nationales Interesse zu erbringen. So wurden Hafenarbeiter, Mitarbeiter der Kraftwerke, LKW-Fahrer, Mitarbeiter von Verkehrsunternehmen und Gemeinden und Lehrer zur Arbeitsleistung verpflichtet. In Griechenland wurden diese obligatorischen Dienste als politische Mobilmachung bezeichnet.

#### Abschaffung der zivilen Dienstpflicht im Jahr 2015
Die bei der Bevölkerung sehr unbeliebte Dienstpflicht wurde im Jahr 2015 auf Betreiben der Regierungspartei Syriza abgeschafft.

#### COVID-19-Pandemie
Obwohl die zivile Dienstpflicht abgeschafft wurde, schuf der Gesetzgeber im Jahr 2020 im Zuge der COVID-19-Pandemie in Griechenland erneut eine gesetzliche Grundlage. Basierend auf dieser neuen gesetzlichen Grundlage wurden im März 2021 freiberufliche Ärzte zum Dienst in staatlichen Krankenhäusern verpflichtet.

### Österreich
Im Jahr 1933 wurde nach deutschem Vorbild ein Freiwilliger Arbeitsdienst (FAD) eingeführt, welcher im Jahr 1936 im Zuge der Einführung der sogenannten Bundesdienstpflicht in Staatlicher Arbeitsdienst (SAD) umbenannt und verstaatlicht wurde. Ab diesem Zeitpunkt wurde die Aufnahme in den SAD durch „bedarfsmäßigen Zugang“ von den Arbeitsämtern geregelt.

### Seychellen
Der National Youth Service (NYS) (Deutsch: „Nationale Jugenddienst“) war ein verpflichtender ziviler Dienst für Jugendliche, der 1981 von der Regierung der Seychellen eingeführt wurde und zwei Jahre andauerte, bis er 1991 auf einen Zeitraum von einem Jahr verkürzt wurde. Das Programm umfasste politische Bildung und eine paramilitärische Ausbildung. Die Oppositionsparteien lehnten das Programm ab, da ihrer Meinung nach hauptsächlich das Programm der zu diesem Zeitpunkt regierenden Einheitspartei Parti Lepep (PL) vermittelt wurde und den Teilnehmern selten erlaubt wurde, ihre Familien zu besuchen. Dieser Pflichtdienst wurde im November 1998 eingestellt.

### Slowakei
Aufgrund des schweren Verlaufes der COVID-19-Pandemie in der Slowakei wurde im September 2020 von der Regierung unter der Leitung des slowakischen Ministerpräsidenten Igor Matovič der nationale Notstand ausgerufen. Dadurch konnte unter anderem medizinisches Personal zur Arbeit verpflichtet und in andere Einrichtungen versetzt werden, das Streikrecht wurde aufgehoben.

### Spanien
In Spanien wurden Bürger mehrmals zu zivilen Dienstpflichten herangezogen und diese waren auf bestimmte Berufsgruppen beschränkt:
- Vom 4. Dezember 2010 bis zum 16. Januar 2011 wurden Fluglotsen aufgrund eines Streiks zur Erfüllung ihrer Aufgaben mit einer zivilen Dienstpflicht belegt.[123][124]
- Vom 14. März 2020 bis 21. Juni 2020 wurde aufgrund der COVID-19-Pandemie in Spanien medizinisches Personal einberufen.[125][126]

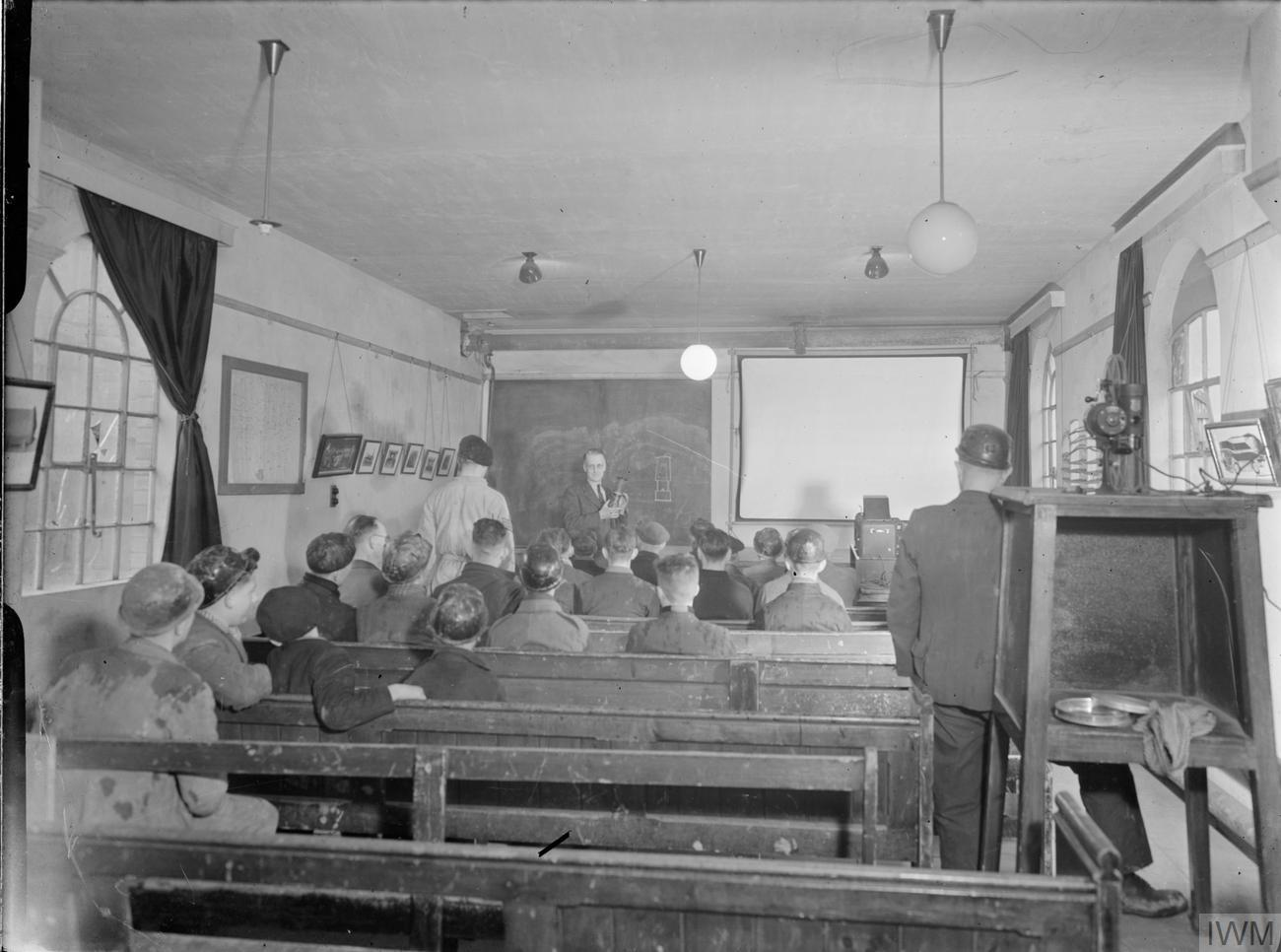
Theoretischer Unterricht für die Bevin Boys über die Grubenlampe in Ollerton, Nottinghamshire, im Februar 1945

### Tschechoslowakei
Die Aktion Z (tschechisch: Akce Z) war zu Zeiten der realsozialistischen Herrschaft in der Tschechoslowakei eine nicht vergütete Tätigkeit der Bevölkerung. Offiziell handelte es sich – ähnlich wie bei den Subbotniks in der DDR – um eine freiwillige Arbeit. Wie im § 27,1 der Regierungsverordnung 14/1959 festgehalten wurde, handelte es sich um Pflegemaßnahmen (tschechisch: zvelebování). Nur scheinbar waren diese Aktionen freiwillig. In Wirklichkeit wurde ein gewisser Druck auf die Bürger ausgeübt, die Teilnahme an den Aktionen wurde dokumentiert, und mit Bürgern, deren Teilnahme unbefriedigend war, wurden zumindest Gespräche geführt, Konsequenzen am Arbeitsplatz angedroht usw.

### Vereinigtes Königreich
Zwischen Dezember 1943 und März 1948 wurden junge Männer im Vereinigten Königreich, die sogenannten Bevin Boys, für die Arbeit in Kohlengruben verpflichtet. Dies geschah aufgrund von Arbeitskräftemangel während des Zweiten Weltkrieges, wobei die zivile Konskription bis in das Jahr 1948 andauerte.